# Polychor
Polychor je čtyřrozměrný polytop – čtyřrozměrná obdoba mnohoúhelníku nebo mnohostěnu.
| {3,3,3}                     | {3,3,4}                        | {4,3,3}                        |
| --------------------------- | ------------------------------ | ------------------------------ |
| 5nadstěn Pentatop 4-simplex | 16nadstěn Ortoplex 4-orthoplex | 8nadstěn Teserakt 4-nadkrychle |
| {3,4,3}                     | {5,3,3}                        | {3,3,5}                        |
| Oktaplex 24nadstěn          | Dodekaplex 120nadstěn          | Tetraplex 600nadstěn           |

## Polychory
| Obraz | Jméno                | Počet nadstěn | Odpovídající mnohostěn |
| ----- | -------------------- | ------------- | ---------------------- |
|       | 5nadstěn             | 5             | Čtyřstěn               |
|       | Teserakt, nadkrychle | 8             | Krychle                |
|       | 16nadstěn            | 16            | Čtyřstěn               |
|       | 24nadstěn            | 24            | Osmistěn               |
|       | 120nadstěn           | 120           | Dvanáctistěn           |
|       | 600nadstěn           | 600           | Čtyřstěn               |

Pravidelný polychor, který by byl obdobou dvacetistěnu, neexistuje.

## Nadkoule
Ve čtyřrozměrném prostoru existuje také nadkoule. Cliffordův torus je také čtyřrozměrný objekt, který je její podmnožinou. Tyto objekty nejsou polychory.